# Hebreos 13

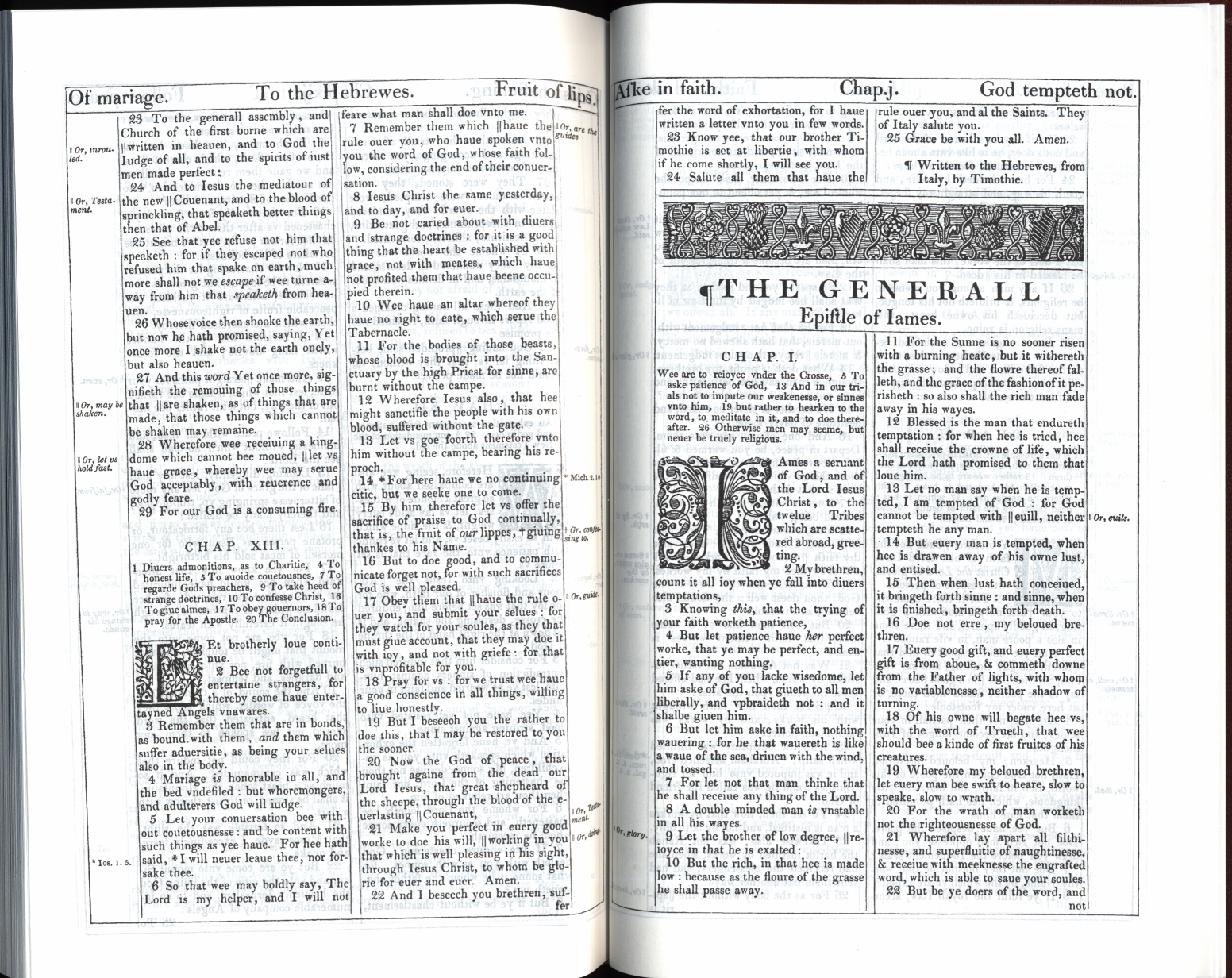
Final de la Epístola a los Hebreos en la edición de 1611 de la Biblia King James.

Hebreos 13 es el capítulo decimotercero (y el último) de la Epístola a los Hebreos del Nuevo Testamento de la Biblia Cristiana. El autor es anónimo, aunque la referencia interna a «nuestro hermano Timoteo» (Hebreos 13:23), provocó una atribución tradicional a Pablo. Esta atribución ha sido discutida desde el siglo II, y no existen pruebas decisivas de la autoría. Este capítulo final contiene las exhortaciones finales del autor, la bendición final y la posdata epistolar.

## Texto

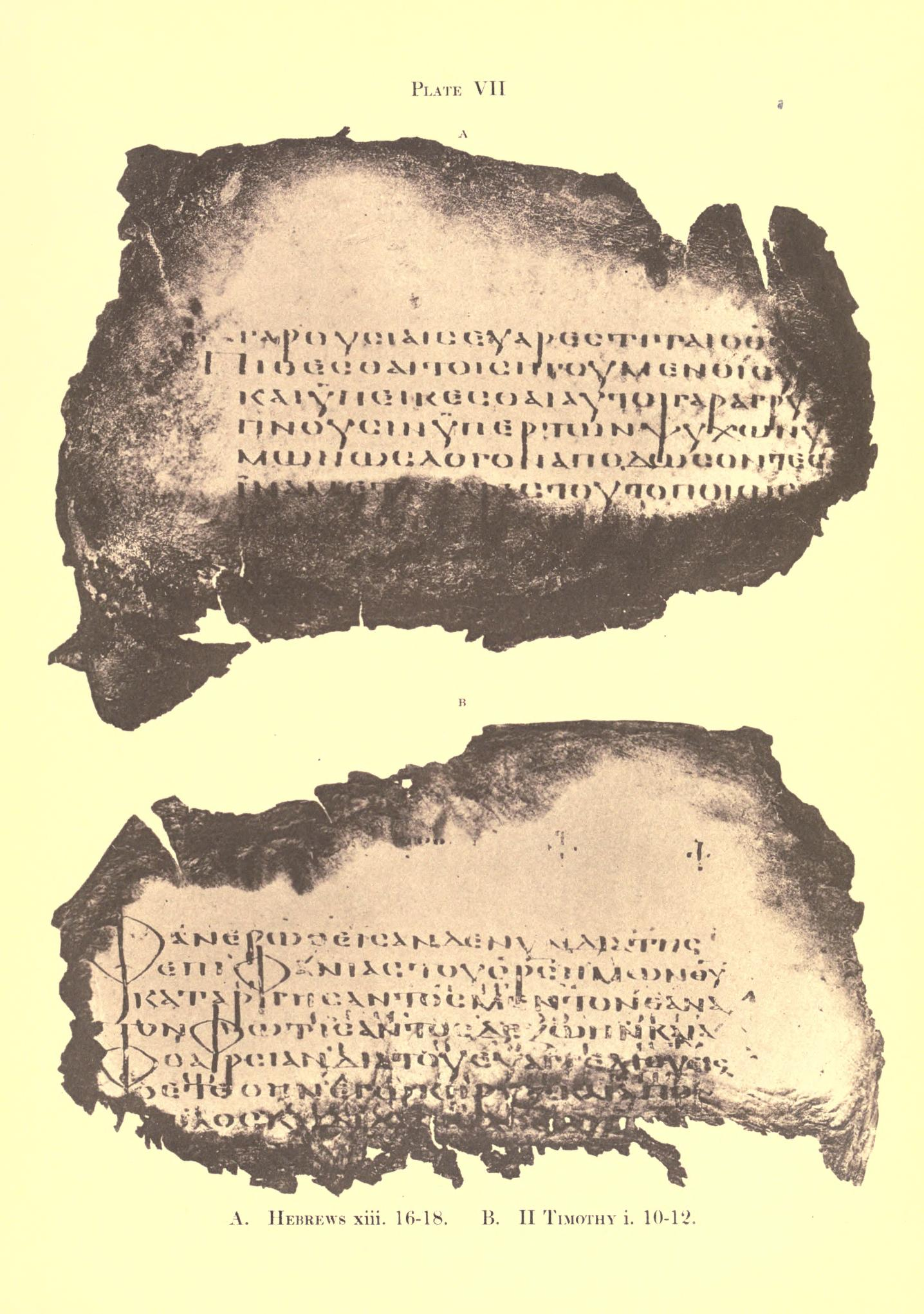
Algunos fragmentos del Códice Freeriano (ca. 450 d. C.): A. Hebreos 13:16-18; B. 2 Timoteo 1:10-12 (450 d. C.).

El texto original fue escrito en griego koiné. Este capítulo está dividido en 25 versículos.

### Testigos textuales
Algunos manuscritos antiguos que contienen el texto de este capítulo son:
- Papiro 46 (c. 175-225; completo)[5]
- Codex Vaticanus (325-350)
- Codex Sinaiticus (330-360)
- Papiro 126 (siglo IV; existen los versículos 12-13, 19-20)
- Códice Alejandrino (400-440)
- Codex Ephraemi Rescriptus (ca. 450; completo)
- Codex Freerianus (~450; existen los versículos 7-9,16-18,23-25)
- Codex Claromontanus (~550)
- Codex Coislinianus (~550; existen los versículos 24-25)

## Exhortaciones finales (13:1-17)

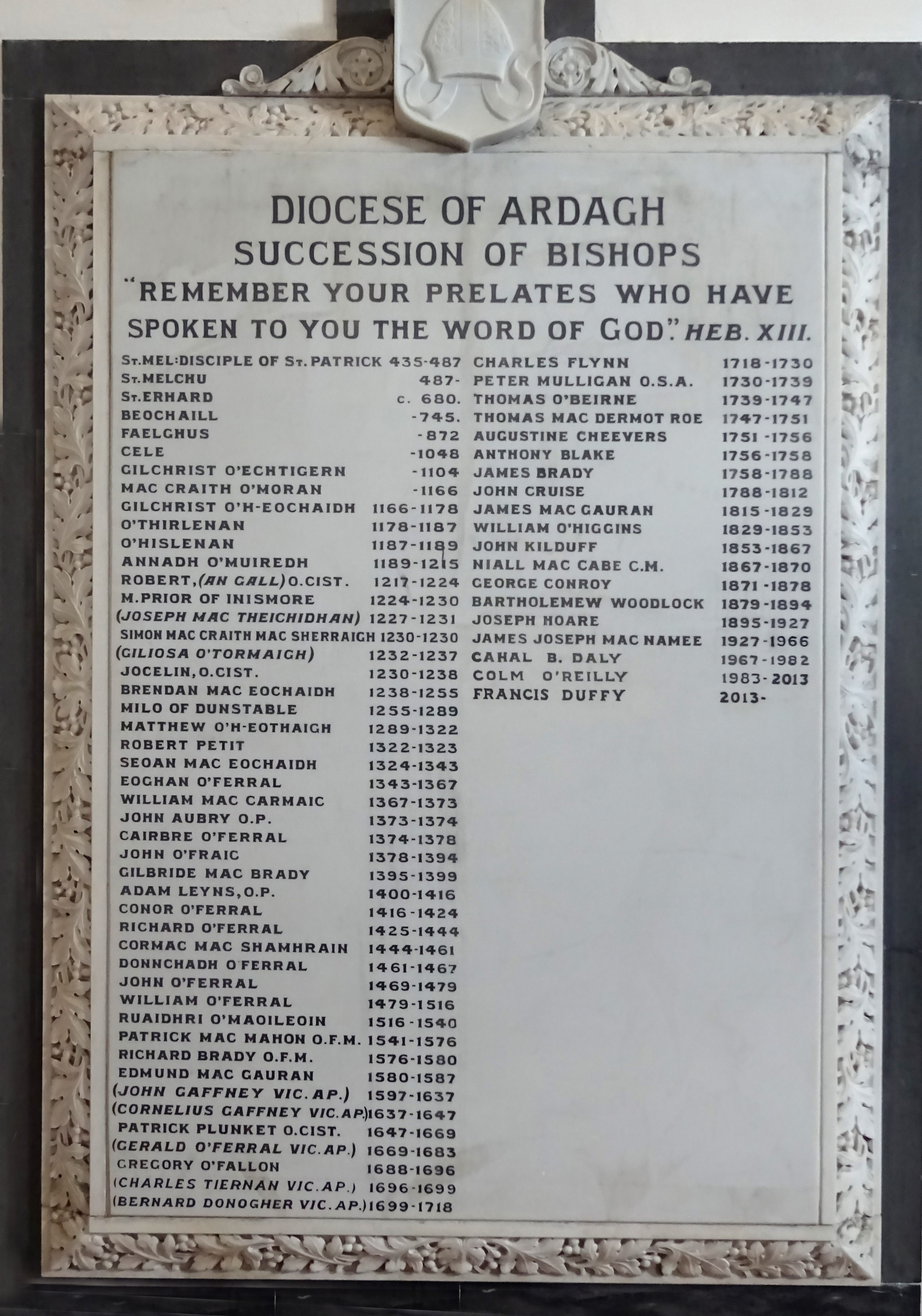
Lista de los obispos de Ardagh, catedral de San Mel, Irlanda. Presenta una cita de Hebreos 13:7; el griego ἡγουμένων (hēgoumenōn, «vuestros líderes») se traduce como «prelados»